# Liste der Olympiasieger im Jeu de Paume
Die Liste der Olympiasieger im Jeu de Paume führt alle Sieger sowie die Zweit- und Drittplatzierten der Wettbewerbe im Jeu de Paume bei den Olympischen Sommerspielen auf. Bisher war es nur 1908 olympisch.

## Wettbewerbe

### Einzel Männer
| Olympia | Gold         | Silber        | Bronze                |
| ------- | ------------ | ------------- | --------------------- |
| 1908    | Jay Gould II | Eustace Miles | Neville Bulwer-Lytton |